# Sambor (miasto)
Sambor (ukr. Самбір, Sambir) – miasto na Ukrainie, w obwodzie lwowskim, nad Dniestrem, siedziba administracyjna rejonu samborskiego. W 2025 roku liczył ok. 34 tys. mieszkańców.

## Historia
W dokumentach pierwsze wzmianki o mieście pochodzą z 1241 roku. W 1390 roku miasto założył na prawie magdeburskim wojewoda krakowski Spytko z Melsztyna, właściciel m.in. Samborszczyzny. Powstały tu wówczas kościół i parafia rzymskokatolicka. Od XV w. aż do rozbiorów w Samborze zbierały się sądy grodzkie. W latach 30. XVI w. wykupione przez królową Bonę. W 1542 roku miasto uzyskało przywilej de non tolerandis Judaeis, a w 1595 roku uzyskał prawo składu. 
W 1498 i 1515 roku najazdy Tatarów zniszczyły miasto. W 1530 roku starosta Krzysztof Szydłowiecki otoczył Sambor kamiennymi murami i fosą. 
W 1604 roku, w pałacu wojewody Jerzego Mniszcha, przebywał car Dymitr Samozwaniec I, który poślubił jego córkę Marynę Mniszech. Stąd 28 września 1604 roku wyruszyła jego wyprawa na Moskwę. W 1648 roku mieszkańcy odparli atak Kozaków Chmielnickiego, a w 1657 wojsk księcia siedmiogrodzkiego Jerzego II Rakoczego. 
Mieszkańcy miasta utrzymywali się głównie z handlu. W ciągu roku odbywało się tu pięć wielkich jarmarków. Przez miasto przebiegał też szlak handlowy na Węgry. W XV wieku wzniesiono w Samborze klasztory bernardynów i dominikanów, w XVII brygidek i jezuitów, a w XVIII misjonarzy. 
Jako powiat, Sambor był jednostką administracyjną w okresie I Rzeczypospolitej. Od 1772 roku w zaborze austriackim. Od 1773 r. był siedzibą cyrkułu samborskiego. W wydanej po raz pierwszy w 1786 r. „Geografii (...) Galicyi i Lodomeryi” jej autor, hrabia Ewaryst Andrzej Kuropatnicki, pisał: Sambor. Miasto stołeczne cyrkułu i ekonomii J. C. K. Apost. Mości; zamkiem, gdzie dyrekcya ekonomii i solna ozdobne. Miasto po większej części murowane. Kościół farny, przy którym staranie o duszach mieli XX. Wincentyni (...) Sławny tu jest młyn, na którego intracie cały prawie fundusz XX. Jezuitów tutejszych zależał. Jest tu i katedra biskupa przemyskiego ruskiego.
W ciągu kilkunastu lat władze austriackie skasowały w Samborze wszystkie klasztory. Najpierw w 1773 roku jezuitów. Następnie w ramach kasaty józefińskiej w 1782 roku brygidek, zamieniając gmach na sąd i urząd podatkowy; w tym samym roku bernardynów; w 1786 roku misjonarzy; w 1788 r. dominikanów i kościół p.w. św. Katarzyny, zamieniając obiekty na koszary i magazyny wojskowe. Wspomniany Ewaryst A. Kuropatnicki w 1786 r. notował: Szkoły niegdyś jezuickie potym łacińskie są tu zniesione, tylko są normalne.
W 1847 roku bernardyni przejęli dawny kościół jezuitów, nadając mu wezwanie Wniebowzięcia Najświętszej Maryi Panny. Z kolei w 1905 roku rozebrano stary kościół bernardynów i klasztor, budując na tym miejscu sąd i więzienie.  
W 1872 roku przez Sambor przeprowadzona została linia Kolei Dniestrzańskiej z Chyrowa do Stryja. W 1903 roku Sambor otrzymał połączenie kolejowe ze Lwowem, a w 1905 roku – z Użhorodem. Miasto było siedzibą Inspektoratu Straży Celnej „Sambor”. W 1906 roku odsłonięto w Samborze pomnik Tadeusza Kościuszki, autorstwa rzeźbiarza Tadeusza Błotnickiego.
Od 1919 do 1939 roku polskie miasto powiatowe w II RP, w Województwie Lwowskim. Stacjonowało tu 6 Pułk Strzelców Podhalańskich oraz Komenda Rejonu Uzupełnień Sambor. W 1937 roku sformowano w mieście Batalion ON „Sambor”, wchodzący w skład  Podkarpackiej Półbrygady ON. W czasie wojny walczył on pod powództwem majora Mariana Sudy w strukturach 3 Brygady Górskiej.
We wrześniu 1939 roku Sambor zajęły wojska niemieckie, ale wkrótce wycofały się. Ich miejsce zajęła Armia Czerwona, przez co miasto, wraz z resztą ziem kresowych, znalazło się pod okupacją sowiecką. Cele więzienia przy ul. Drohobyckiej wypełniły się aresztowanymi (średnio w więzieniu przebywało ponad tysiąc osób). Po wybuchu wojny niemiecko-sowieckiej, funkcjonariusze NKWD przystąpili do masowej likwidacji więźniów. W ciągu kilku dni zamordowano od 500 do 700 osób. Desperacki opór, który więźniowie stawili w ostatniej fazie masakry, oraz zbliżanie się wojsk niemieckich ocaliło życie kilkuset osadzonym. Ujawnienie zbrodni stało się przyczyną pogromu antysemickiego. Powołana ad hoc ukraińska milicja oraz Niemcy zamordowali od 50 do 150 miejscowych Żydów.
Szybka Grupa (Rýchla skupina) zmechanizowanych wojsk słowackich, która poruszała się za nacierającymi jednostkami niemieckimi, dotarła w okolice Sambora. 2 lipca 1941 roku połączyła się z dowództwem armii słowackiej, które przeniosło się do Sambora. Właśnie w Samborze dowództwo armii decydowało o dalszych działaniach Słowaków w wojnie niemiecko-sowieckiej. Pod okupacją niemiecką wymordowano miejscowych Żydów. Sambor 7 sierpnia 1944 roku został zdobyty przez wojska radzieckie 1 Frontu Ukraińskiego oraz przez 11 Karpacką Dywizję Piechoty AK w ramach Akcji Burza. 
Od 1943 r. w Samborze chroniły się przed atakami OUN-UPA tysiące osób z okolicznych wiosek. Bezpośredniego napadu ma miasto nie było. Jednak w latach 1943–1945 nacjonaliści ukraińscy zamordowali 45 Polaków z Sambora, zazwyczaj w czasie podróży poza miasto.
Do 1945 roku działały w mieście zakonne placówki edukacyjno-opiekuńcze, w tym dom dziecka, internat i przedszkole dla 100 dzieci, prowadzone przez siostry Franciszkanki Rodziny Maryi, które przybyły tu w 1901 roku. Po wojnie franciszkanki musiały opuścić miasto, ale powróciły w 1990 roku, kontynuując swoje dzieło.
W tym czasie w Samborze działało też Schronisko im. Św. Brata Alberta dla chorych i bezdomnych, założone w 1918 r., prowadzone przez siostry albertynki. Posługę pełniły także siostry szarytki oraz służebniczki dębnickie i starowiejskie. Zgromadzenia te po zmianie granic wyjechały z Sambora i już tu nie powróciły. 
W 1989 roku liczyło 40 355 mieszkańców.
20 listopada 2011 roku w dzień świąteczny w Samborze odsłonięto pomnik Stepana Bandery. Poświęciło go jedenastu kapłanów z miejscowych cerkwi, stanął na placu Pamięci obok ulicy Stepana Bandery z inicjatywy Samborskiej Rady Miejskiej, Samborskiej Rady Rejonowej, Kongresu Ukraińskich Nacjonalistów (KUN) oraz mera (burmistrza) Sambora Tarasa Kopylaka.
W 2013 roku liczyło 34 899 mieszkańców.
W Samborze działa oddział Towarzystwa Kultury Polskiej Ziemi Lwowskiej, Dom Polski oraz Szkoła Języka Polskiego im. Jana Pawła II.
W dniu 25 października 2015 roku odbyły się wybory na nowego burmistrza. Został nim Jurij Hamar.

## Zabytki
- Ratusz
- Uniwersytet
- Kolegium Misjonarzy
- Zamek w Samborze[30]

## Gospodarka
W mieście rozwinął się przemysł elektroniczny, precyzyjny, szklarski oraz cukrowniczy.

## Sport
W czasach II RP w Samborze istniał klub piłkarski Korona Sambor.

## Osoby związane z Samborem
Honorowi obywatele
Józef Kasparek (lata życia 1797–1877, poborca głównej kasy), Wojciech Sudacki (lata życia 1798–1883), Karol Kasprzycki (lata życia 1814–1883, powstaniec listopadowy, sekretarz magistratu); do 1894 roku honorowymi obywatelami zostali: Ignacy Budzynowski, Jan Kanty Falkowski, Wilhelm Kreutz, ks. Jan Dornwald (lata życia 1818–1909, dziekan przemyski i samborski, proboszcz od 1887 do 1909, szambelan papieski), Ferdynand Pawlikowski, Ludwik Słotwiński, Marceli Tustanowski, Leon Witz.
- Kazimierz Kocyłowski – polski żołnierz AK i NSZ
- Eugeniusz Kucharski – polski historyk, teoretyk literatury, profesor, absolwent gimnazjum w Samborze
- Łeś Kurbas – ukraiński organizator teatru i reżyser
- Tadeusz Łobos – polski inżynier, profesor nauk technicznych, pracownik Politechniki Wrocławskiej
- Czesław Nanke – polski historyk, profesor, absolwent, a następnie nauczyciel gimnazjum w Samborze
- Stefan Nieświatowski – polski inżynier mechanik, harcerz, pracownik przemysłu chemicznego
- Kazimierz Rolewicz (1898–1986) – polski dowódca wojskowy, podpułkownik piechoty Wojska Polskiego i AK

### Sprawiedliwi wśród Narodów Świata(ratujący Żydów w Samborze)
Na polskiej liście Sprawiedliwych
- Władysław Bońkowski - od czerwca 1943 do sierpnia 1944 ukrywał 16 Żydów na strychu restauracji kolejowej na dworcu w Samborze, której był kierownikiem. Pomagało mu w tym trzech pracowników lokalu. Uhonorowany tytułem Sprawiedliwy wśród Narodów Świata w 1967 roku[36]
- Maria Biegus (po mężu Fiternik) - ukrywała troje Żydów, w tym Wiktora Fiternika i Aleksandra Bergera; uhonorowana w 1984 roku[37]
- Maria Hradowicz - ukrywała rodzinę Mannerów; uhonorowana w 2016 roku[38]
- s. Celina Aniela Kędzierska - przełożona klasztoru franciszkanek i kierowniczka sierocińca, w którym zakonnice ukrywały 13 żydowskich dzieci i niemowląt; w 2015 roku pośmiertnie uhonorowana tytułem Sprawiedliwej wśród Narodów Świata[39]
- Rozalia Kostuś, Genowefa Marchuk z d. Kostuś i Mieczysław Kostuś - pomagali rodzinie Grossów oraz Józefowi Singerowi i Itche Siegmanowi; uhonorowani przez Jad Waszem w 2001 roku[40]
- rodzina Langerów (matka z trzema córkami: Bożeną, Stanisławą i Ludmiłą) - ukrywały 10 Żydów. Gdy Niemcy odkryli kryjówkę, Bożena wzięła odpowiedzialność za ukrywanie Żydów na siebie i została zamordowana. Uhonorowane w 1989 roku[41]
- Jan Oczyński i jego syn Mieczysław - ukrywali czworo Żydów z rodziny Getlingerów; uhonorowani w 1983 roku[42]
- Alojzy Plewa - pomagał rodzinom Gripelów i Dziulów; uhonorowani w 1978 roku[43]
- Paulina Steindl - ukrywała Helenę Goldberg i jej syna Mariana; uhonorowana w 1999 roku[44]
- Stanisław i Jadwiga Szulcowie - ukrywali rodzinę Lametów; uhonorowani pośmiertnie w 2007 roku[45]
- rodzeństwo Daria Tomaszek i Nadia Kaczmarek (secundo voto Frey) - uhonorowane w 2020 roku[46]
- Józef Wójcik - udzielał schronienia rodzinie Saudauerów, w tym Arturowi. Uhonorowany w 1990 roku[47]
- Filomena Zabawska i jej syn Marian Zabawski - udzielali pomocy Fridzie i Fajdze Krauss; uhonorowani w 1983 roku[48].

Na ukraińskiej liście Sprawiedliwych
- Joanna Kaczmar (po mężu Klimowski) - ukrywała rodzeństwo Zeilerów; uhonorowana w 1980 roku[49]
- Marija i Iwan Małankewyczowie - udzielali schronienia rodzinie Saudauerów; uhonorowani w 1990 roku[50][51][52]

## Urodzeni w Samborze
- Władysław Abraham – polski prawnik i uczony, ojciec generała Romana Abrahama
- Włodzimierz Antoniewicz – polski archeolog pochodzenia ormiańskiego, rektor UW
- Wiktor Biegański – polski aktor teatralny, filmowy i telewizyjny, reżyser, scenarzysta i producent filmowy
- Feliks Błaszkiewicz – polski dowódca wojskowy, porucznik pilot Wojska Polskiego II RP
- Władysław Byrka – polski prawnik, ekonom., działacz pol. i gosp. II RP; prezes BP, poseł I-IV kadencji
- Jan Cajmer – muzyk i dyrygent, twórca Orkiestry Tanecznej Polskiego Radia
- Zbigniew Ciekliński – polski historyk sztuki, konserwator zabytków, krajoznawca
- Kazimierz Roman Dębicki – polski dyplomata
- Tadeusz Dobrzański – polski dyrygent i kompozytor
- Ludwik Dziedzicki – pedagog, współpracownik Słownika geograficznego Królestwa Polskiego i innych krajów słowiańskich[53]
- Stanisław Dżułyński – polski geolog, sedymentolog, profesor Uniwersytetu Jagiellońskiego, twórca sedymentologii eksperymentalnej
- Edward Fierich – polski prawnik, profesor i rektor Uniwersytetu Jagiellońskiego
- Józef Frazik – polski architekt, historyk sztuki
- Józef Gigiel-Melechowicz – pułkownik Wojska Polskiego, ofiara zbrodni katyńskiej.
- Artur Gruszecki – polski dziennikarz, powieściopisarz, krytyk literacki, ziemianin
- Maurycy Kabat – polski prawnik, profesor i rektor Uniwersytetu Lwowskiego
- Stefan Kaczmarz – polski matematyk, autor metody rozwiązywania układów równań liniowych Kaczmarza
- Andrij Kuźmenko (1968–2015) – ukraiński piosenkarz, lider pop-rockowego zespołu Skryabin
- Edmund Łopuski (1918–1945) – polski żołnierz AK i LWP
- Juliusz Makarewicz – polski prawnik, wieloletni prof. prawa karnego UL, w latach 1925–1935 senator II RP
- Andrzej Paluch – polski nauczyciel, bibliotekarz, muzyk, działacz społeczny
- Maciej Prus (ur. 1937) – polski reżyser i aktor teatralny
- Artur Sandauer – polski krytyk literacki, eseista, tłumacz i profesor Uniwersytetu Warszawskiego
- Zdzisław Skowroński – polski pisarz, scenarzysta filmowy
- Józef Skowyra (ur. 1941) – polski polityk, poseł na Sejm IV kadencji
- Kasper Twardowski (Kasper z Sambora) – polski poeta
- Zofia Voglowa (1864-1950) – polska działaczka narodowa i społeczna
- Alfred Wallner (1893–1948) – podpułkownik łączności Wojska Polskiego
- Seweryn Widt – polski inżynier geodeta, rektor i profesor zwyczajny Politechniki Lwowskiej
- Romuald Wowkonowicz – polski inż., dyr. gazowni miejskiej w Tarnowie i dyr. tech. PFZA w Mościcach
- Dominik Zbrożek – polski inż., poseł na Sejm, rektor i prof. PL, współtwórca obserwatorium astronom. we Lwowie

## Miasta partnerskie
- Jasło
- Brzozów
- Kostrzyn nad Odrą
- Oświęcim
- Ustrzyki Dolne
- Snina
- Sosnowiec[54]